# Tatlit-kutchin
Tatlit-kutchin. pleme Indijanaca Athapaska iz grupe Kutchin s rijeke Peel i susjednog područja Mackenzie u Kanadi, između 66º i 67º širine.  Najsrodniji su po jeziku plemenu Takkuth-kutchin. Rana populacija plemena (prema Mooneyu; 1928.)iznosila je oko 800 članova.  1866. godine pleme ima još svega 60 muškaraca. -Kulturno pripadaju Subarktičkom području; glavno zanimanje je lov na karibua. 

## Ime
Ime Tatlit-kutchin znači 'oni koji žive na izvoru rijeke', misli se na rijeku Peel ili "those who dwell at the source of the river." Poznati su također i kao Peel River Kutchin; Ross ih je nazivao Gens du Fond du Lac. Ostali nazivi za njih bili su Sa-to-tin, koji 1888. navodi Dawson i Tpe-tliet-Kouttchin kod Petitota (1891.). 

## Vanjske poveznice
- Canadian Indian Tribe History  Arhivirana inačica izvorne stranice od 23. travnja 2008. (Wayback Machine)